# Quercus uxoris
Quercus uxoris är en bokväxtart som beskrevs av Mcvaugh. Quercus uxoris ingår i släktet ekar, och familjen bokväxter. IUCN kategoriserar arten globalt som sårbar. Inga underarter finns listade i Catalogue of Life.